# Bank of the West Classic 2000
Il ' Bank of the West Classic 2000 è stato un torneo di tennis giocato sul cemento.
È stata la 30ª edizione del East West Bank Classic, che fa parte della categoria Tier II nell'ambito del WTA Tour 2000.
Si è giocato al Taube Tennis Center di Stanford (California) negli Stati Uniti, dal 24 al 30 luglio 2000.

## Campionesse

### Singolare
Venus Williams ha battuto in finale  Lindsay Davenport con il punteggio di 6–1, 6–4.

### Doppio
Chanda Rubin /  Sandrine Testud hanno battuto in finale  Cara Black /  Amy Frazier con il punteggio di 6–4, 6–4.